# Komnénosz Anna grúz királyné
Komnénosz Anna (1357. április 6. – 1406 után), görögül: Άννα Μεγάλη Κομνηνή, grúzul: ანა კომნენოსი, latinul: Anna Comnena/Trapezuntina, regina Georgiae, trapezunti császári hercegnő, grúz királyné. A Komnénosz-házból származott.

## Élete
Apja III. Alexiosz trapezunti császár, édesanyja Kantakuzénosz Teodóra császárné.
A bizánci belső kapcsolatok a Bizánci Birodalom 1204-es széthullásakor is megmaradtak, mikor Konstantinápolyt a IV. keresztes hadjáratban a nyugatiak elfoglalták, és ezt sok esetben házasságokkal is megpecsételték. 

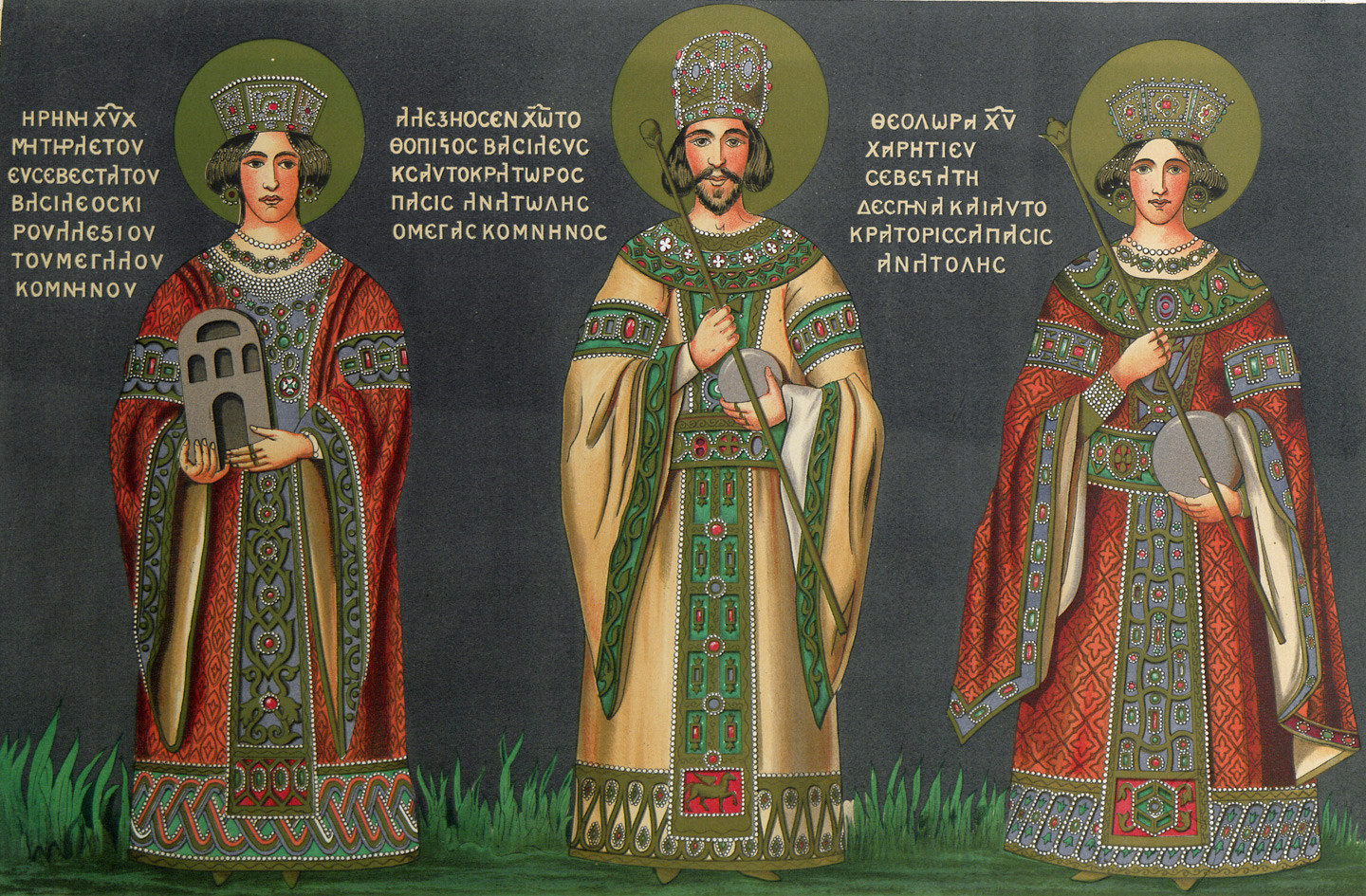
III. Alexiosz trapezunti császár az anyjával, Trapezunti Irén anyacsászárnéval (balra) és a feleségével, Kantakuzénosz Teodóra császárnéval (jobbra) (Anna szülei és apai nagyanyja) egy trapezunti freskón, Kızlar Manastırı, Panagia Theoskepastos kolostor

Ennek a hagyománynak volt a folytatása, hogy 1362. áprilisában Konstantinápolyban eljegyezték III. Alexiosz trapezunti császár elsőszülött lányát, Annát V. Ióannész bizánci császár elsőszülött fiával, a későbbi IV. (Palaiologosz) Andronikosszal, az eljegyzés azonban ismeretlen okból felbomlott, és a házasság nem jött lére. Ezután új férjjelölt után néztek Anna számára Trapezunt szomszédai közül. A bizánci–grúz házassági kapcsolatok szintén hosszú időre nyúltak vissza, hiszen a szomszédság mellett az is döntő tényező volt ebben, hogy a Grúz Királyság is a bizánci rítusú ortodox kereszténységet követte. 1204-ben ugyanis, mikor Konstantinápolyt a IV. keresztes hadjáratban a nyugatiak elfoglalták, és a Bizánci Birodalom több részre hullott szét, I. Tamar grúz királynő támogatásával alakult meg a grúz vazallus bizánci utódállam, a Trapezunti Császárság. Ezután Grúzia mongol meghódításáig Trapezunt Grúzia fiókállama volt, de később is megmaradtak a jó kapcsolatok köztük, és ezt sok esetben házasságokkal is megpecsételték. III. Alexiosz (1337/38–1390) trapezunti császár (ur.: 1349–1390) és V. (Nagy) Bagrat (?–1393/5) grúz király (ur.: 1360–1393/5) kettős házasságot hozott tető alá a két állam és a két dinasztia: a Komnénosz-ház és a Bagrationi-ház között. 
1367. júniusában az 1366-ban megözvegyült V. Bagrat feleségül vette III. Alexiosz legidősebb lányát, Anna hercegnőt, majd pedig V. Bagrat húgát, Gulkan hercegnőt először eljegyezték Anna féltestvérével, Komnénosz Andronikosszal (1355–1376), III. Alexiosz trapezunti császár házasságon kívül született fiával, aki azonban 1377. március 14-én meghalt. Majd ezután Gulkant Andronikosz és Anna öccsével, aki Anna édestesvére volt, a trapezunti trónörökössel, Komnénosz Manuél herceggel, III. Alexiosz és Kantakuzénosz Teodóra császárné másodszülött fiával jegyezték el, akivel 1377. szeptember 6-án vagy 1379. október 6-án házasodtak össze Trapezuntban. Ezzel a kettős házassági politika sikeresen megvalósult. Gulkan grúz királyi hercegnő pedig a házasságával felvette az Eudokia nevet.
1390. március 20-án meghalt Anna apja, III. Alexiosz trapezunti császár, és trónra lépett az öccse III. Manuél néven. Ekkortól a két szomszédos uralkodó, III. Manuél és V. Bagrat kölcsönösen sógori viszonyba került: III. Manuél felesége, Gulkan-Eudokia császárné V. Bagrat húga, míg V. Bagrat felesége, Anna királyné III. Manuél nővére volt. A kettős házasság az utódlásban is sikeres volt, hiszen mindkét frigy fiúutódok tekintetében szerencsés volt, bár V. Bagratnak már volt egy fia az előző házasságból.
Mikor 1386. november 1-én vagy 21-én Timur Lenk elfoglalta Tbiliszit, Annát és férjét, V. Bagrat királyt is elfogta, és csak annak fejében akarta őket elengedni, ha iszlám hitre térnek, de a valláscserére nem került sor, mert V. Bagrat első házasságából született idősebb fia, a későbbi VII. György megverte a mongol sereget, és a királyi párt szabadon engedték.
Anna túlélte a férjét, aki 1395-ben hunyt el, de a királyné halálának pontos ideje nem ismert, valamikor 1406 után történt.

## Gyermekei
- Férjétől, V. (Nagy) Bagrat (–1395) grúz királytól, 3 gyermek:[1]
  - Konstantin (1369 után–1412), I. Konstantin néven 1405-től grúz király, felesége Kurcidze Natia (Natela/Natália) (–1412) hercegnő, Kurcidze Nesztan-Daredzsani királynénak a húga, aki I. Konstantin féltestvérének, VII. Györgynek a felesége, 3 fiú, többek kötött:
    - I. Sándor (1389–1446) grúz király, 1. felesége Orbeliani Dulanduhti sziuniai hercegnő, 2 fiú, 2. felesége Szeldzsukida Tamar (?–1455) imereti királyi hercegnő, a Szeldzsuk-dinasztiából származó I. Sándor imereti király (?–1389,) és Orbeliani Anna lánya, 4 gyermek, összesen 6 gyermek, többek között:
      - (első házasságából): II. (Bagrationi) Demeter (1413 előtt–1455) imereti király, felesége Szeldzsukida Gulsari (?–1471) imereti királyi hercegnő, lásd lent, 2 fiú:
        - Konstantin (1447 után–1505), II. Konstantin néven Grúzia királya, felesége Tamar N. (?–1492 után), 7 fiú

      - (második házasságából): Bagrationi N. (1415 körül–1438 előtt) grúz királyi hercegnő, férje IV. (Komnénosz) János (1403 előtt–1460), 1429-től trapezunti császár, gyermekei nem születtek (?)

    - Bagrationi György (1390–1446) grúz királyi herceg, felesége Szeldzsukida Gulsari (?–1471) imereti királyi hercegnő, lásd fent, 2 gyermek:
      - Bagrat (1435–1478), VI. Bagrat néven Grúzia királya és II. Bagrat néven Imereti királya, felesége Ilona N. (?–1510), 3 fiú

  - Dávid (1386 előtt–1425/1465 után), 2 fiú?
  - Ulumpia (–1405 után), férje VI. Kahaber Csidzsavadze (–1405 előtt) herceg, 1 fiú